# Krasnogvardejskoe (Crimea)
Krasnogvardejskoe (in russo Красногвардейское?; in ucraino Курман?, Kurman e fino al 2023 in ucraino Красногвардійське?, Krasnohvardijs'ke) è una città della Crimea. La città, in quanto parte della penisola di Crimea, è riconosciuta dalla maggior parte delle nazioni come appartenente all'Ucraina, ma è annessa alla Russia dal 2014.